# Allison V-1710

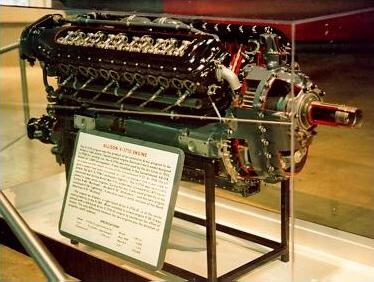
Allison V-1710-2

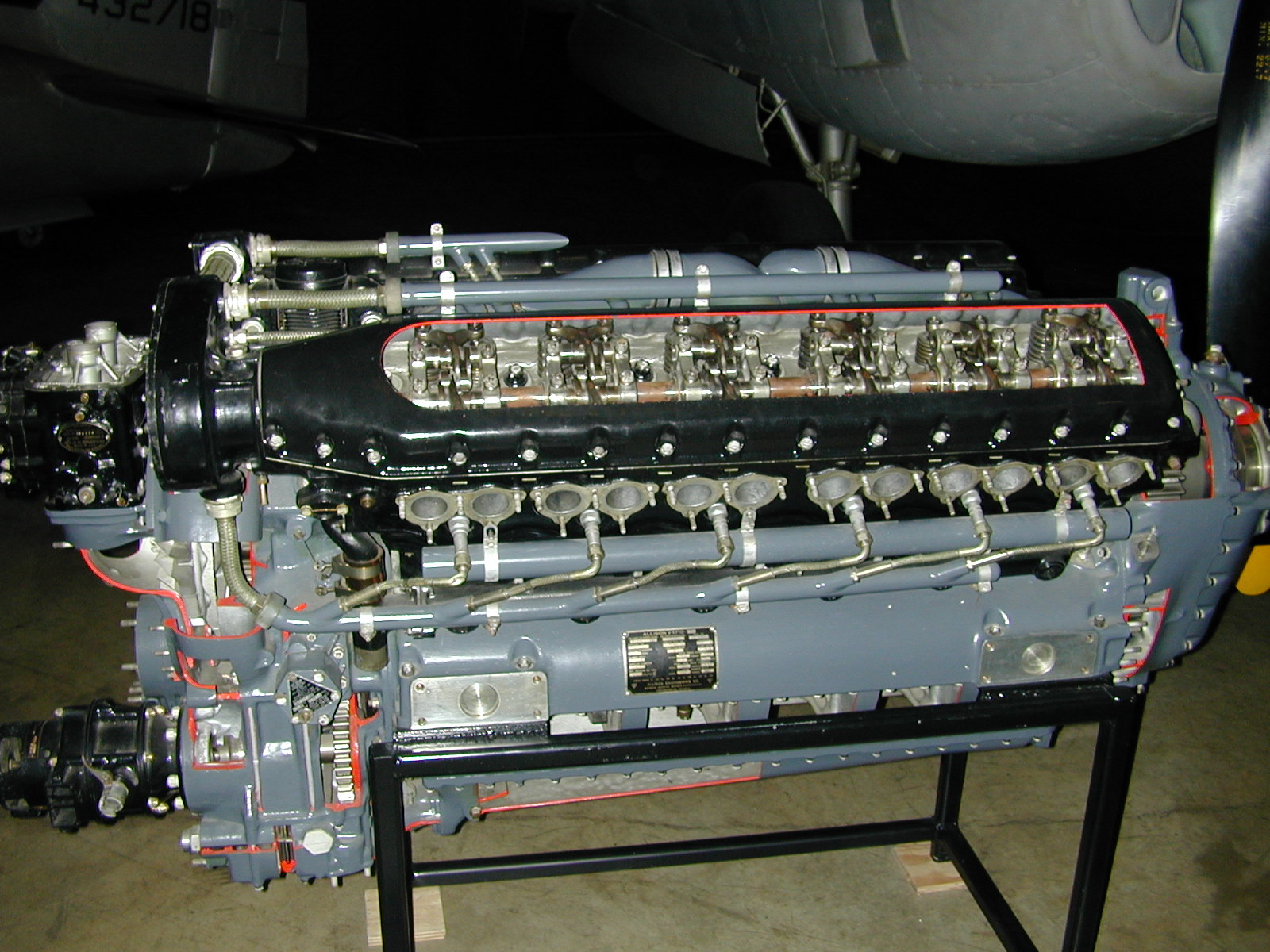
Allison V-1710

Der Allison V-1710 ist ein flüssigkeitsgekühlter 12-Zylinder-V-Flugmotor der Allison Engine Company. Der einzige in den USA entwickelte Flugmotor dieser Bauart wurde aufgrund von Laderproblemen zunächst nicht verwendet. Nach zahlreichen Verbesserungen gab es in der Spätphase des Zweiten Weltkriegs eine große Nachfrage nach dem robusten und zuverlässigen Motor.

## Entwicklungsgeschichte
Der Bedarf des United States Army Air Corps (USAAC) an einem modernen, 735 kW (1000 PS) starken Flugmotor für die neue Generation der nach aerodynamischen Gesichtspunkten entworfenen Bomber und Jagdflugzeuge führte im Jahre 1929 zur Entwicklung eines glykolgekühlten Motors durch die von General Motors übernommene Allison Engine Company. Um die Produktion zu vereinfachen, konnte die Neukonstruktion mit verschiedenen Propellergetrieben und Ladern ausgerüstet werden. Dadurch war es möglich, auf nur einer Fertigungsstraße Motoren für diverse Flugzeugtypen zu produzieren.
Die Weltwirtschaftskrise verzögerte die Entwicklung bis zum ersten Test am 14. Dezember 1936 in einer Consolidated XA-11A. Der V 1710-C6 bestand am 23. April 1937 als erster 1000-PS-Flugmotor die 150-Stunden-Typenprüfung des USAAC. Der Motor wurde verschiedenen Flugzeugherstellern angeboten, was zum Einsatz in der Curtiss YP-37 führte. Ein erneuter Flugwettbewerb für Jagdflugzeuge hatte zur Folge, dass er als Antrieb für die Lockheed P-38, Bell P-39, Curtiss P-40 und die North American P-51A genutzt wurde.
Das USAAC (ab 1941: USAAF) hatte beschlossen, zur Leistungssteigerung in großen Höhen ausschließlich auf Turbolader zu setzen. Sie glaubte, der Einbau von Turboladern würde es ihren Flugmotoren ermöglichen, die Leistung der europäischen Konkurrenten, die nur direkt vom Motor angetriebene mechanische Lader verwendeten, zu übertreffen. Der hohe Bedarf an Metallen für Hochtemperaturlegierungen, vor allem Wolfram, führte während des Krieges zu Einschränkungen bei der Produktion von Turboladern.
Schließlich reservierte die USAAF die Mehrzahl der Turbolader vordringlich für ihre wenigen Bomber. Die meisten V-1710 waren nur mit einem Einstufenlader ausgerüstet, der zwar ausreichend für niedrige Höhen war, in großen Höhen jedoch nur eine eingeschränkte Leistungsfähigkeit hatte. Nach dem Eintritt der Vereinigten Staaten in den Zweiten Weltkrieg wurden einige amerikanische Jagdflugzeug-Konstruktionen (beispielsweise die P-51) geändert, um den von Packard in Lizenz gebauten Rolls-Royce-Merlin-Motor (Packard Merlin V-1650) verwenden zu können. Dessen lang erprobter und optimierter Zweistufen-Zweigang-Lader wies eine ausgezeichnete Leistungsfähigkeit in großen Höhen auf.
Die in der Spätphase des Krieges eingeführte Version des V-1710 mit Zweistufenlader verbesserte die Leistung erheblich. Der Motor wurde später als Antrieb für die Bell-P-63- und die North American-P-82E/F-Baureihen ausgewählt. Zusätzlich wurde er als Triebwerk für viele Experimental- und Testflugzeuge wie die Republic XP-47A (AP-10), Curtiss XP-55 Ascender, XB-38 und Douglas XB-42 Mixmaster verwendet.
Insgesamt wurden während des Krieges über 70.000 V-1710 von Allison in Indianapolis gebaut.

## Beschreibung
Die Konstruktion des Motors profitierte von der General-Motors-Philosophie der flexiblen Montage und Produktion. An das Kurbelgehäuse waren hinten Zusatzgeräte (Pumpen, Lader etc.) und vorne das Propellergetriebe montiert. Durch diese Vorgehensweise waren Änderungen am Lader und am Getriebeverhältnis des Laders einfach. Damit wurden Anpassungen der Volldruckhöhen im Bereich von 2400 bis 7900 Metern möglich.
Die P-39, P-63 und XB-42 nutzten Motoren der V-1710-E-Serie, bei denen das angebaute Reduktionsgetriebe durch eine Fernwelle, die den Propeller mittels eines separat liegenden Reduktionsgetriebes antrieb, ersetzt wurde. Flugzeuge wie die P-38, P-40, P-51A und P-82 verwendeten Motoren der V-1710-F-Serie mit ans Motorgehäuse angebauten Propellerreduktionsgetrieben.
Ein weiteres Merkmal der V-1710-Konstruktion war die Möglichkeit, die Propellerdrehrichtung mittels einer umgekehrt eingebauten Nockenwelle zu ändern. Zusätzlich war ein Laufrad im Antriebsstrang zum Lader und zu den Zusatzgeräten zu installieren. Ein Anlasser mit der richtigen Drehrichtung vervollständigte die Montage. Die Verkabelung der Zündung und die Zündreihenfolge der Zylinder waren der Drehrichtung anzupassen.
Der V-1710 wurde oft dafür kritisiert, keinen Höhenlader zu besitzen. Der Vergleich bezieht sich in der Regel auf die späten Rolls-Royce-Merlin-V-12-Motoren mit Zweistufenlader, die von Packard als V-1650 gebaut wurden und in der P-51B/C/D Mustang verwendet wurden. In der Spezifikation der US Army war allerdings nur ein Motor mit einem Einstufenlader gefordert. Für Höhenflugzeuge sollte der von der US Army neu entwickelte Turbolader, mit dem die P-37, P-38 und XP-39 ausgestattet waren, verwendet werden. Gesondert davon entwickelte Allison einen mechanischen Zweistufenlader, der ein wesentliches Bauteil der P-63 und P-82 war.
Die ersten vom V-1710 angetriebenen P-39, P-40 und P-51A waren lediglich für eine Einsatzhöhe bis zu 5000 Metern geeignet. Da der V-1710 in relativ großer Stückzahl verfügbar war, wurde er zum Eckpfeiler für einen Teil der alliierten Luftwaffen auf den außereuropäischen Kriegsschauplätzen. Insgesamt wurden über 60 Prozent der amerikanischen Jagdflugzeuge während des Zweiten Weltkrieges von V-1710 angetrieben.
Der Motor wurde von Allison während des Krieges kontinuierlich weiterentwickelt. Die anfängliche Leistung von 750 kW (1000 PS) wurde in Stufen bis auf die 1600 kW (2200 PS) des V-1710-143/145(G6R/L) erhöht. Allerdings war der größte Anteil der leistungssteigernden Verbesserungen auf die Verfügbarkeit hochoktaniger Kraftstoffe zurückzuführen. Zu Beginn des Krieges wurden von Allison Motoren mit 860 kW (1150 PS) Startleistung für eine Notleistung von bis zu 1200 kW (1600 PS) im Kampfeinsatz freigegeben. Danach musste der Motor demontiert und auf Weiterverwendung geprüft werden.
Durch effizienzsteigernde Verbesserungen im Produktionsprozess des Motors wurden die Herstellungskosten von 25.000 auf 8500 US-Dollar reduziert sowie die Lebensdauer des Motors von 300 auf 1000 Stunden für die weniger beanspruchten Triebwerke erhöht. Die Gewichtszunahmen durch diese Optimierungen waren nur gering, mit dem Ergebnis, dass alle Motoren mehr als 1,6 kW/kg (2,2 PS/kg) Startleistung produzierten.
Die 250 von North American nach dem Krieg gebauten P-82E/F wurden in vielen Funktionen der Luftverteidigung bis Anfang der 1950er-Jahre eingesetzt. Das war die letzte militärische Verwendung des V-1710, nicht aber das Ende seiner Nutzungsdauer, da nun Tausende von überzähligen Motoren in den Handel kamen. In den 1950er-Jahren interessierten sich Konstrukteure von Dragstern aufgrund seiner großen Zuverlässigkeit für den V-1710. In dieser Zeit wurden in den USA auch Hydroplane-Rennen zu einer populären Sportart, dazu wurde die Leistung des V-1710 auf bis zu 3000 kW (4000 PS) gesteigert. Dies war ein Leistungsniveau, das Allison bei der Konstruktion des Motors nie vorgesehen hatte. Der Allison V1710 erweist sich in Hydroplane-Rennen gegenüber Turbinentriebwerken heute immer noch als konkurrenzfähig.
Der US-amerikanische Motorbootrennfahrer Stanley Sayres stellte mit Slo-Mo-Shun IV in den Jahren 1950 (mit 258,015 km/h) und 1952 (mit 287,263 km/h) den absoluten Geschwindigkeitsweltrekord auf dem Wasser auf. Bis heute hält der Allison V1710 mit Turboaufladung den Geschwindigkeitsrekord für von Kolbenmotoren angetriebene Boote.
Seitdem speziell angefertigte V8 für Dragsterrennen verfügbar sind und die Hydroplanes teilweise auf Turbinenkraft umgestellt wurden, verwenden Tractor Puller in aller Welt den Motor bis heute. Auch dies ging wieder mit ungeahnter Leistungsentwicklung einher. Schließlich begann die Warbird-Bewegung die klassischen Jagdflugzeuge des Krieges zu restaurieren und wieder in die Luft zu bringen; viele der von V-1710 angetriebenen Flugzeuge fliegen heute wieder mit frisch überholten Motoren. Die Zuverlässigkeit, Wartbarkeit und Verfügbarkeit des Triebwerks veranlassten andere, es als Antrieb für solche Flugzeuge zu verwenden, für die keine flugtauglichen Exemplare der Originalmotoren mehr vorhanden sind. Beispiele dafür sind eine Serie neu gebauter russischer Jak-3 und Jak-9 und ehrgeizige Projekte wie Nachbauten der Douglas World Cruiser oder auch der Focke-Wulf Fw 190D „Langnase“ durch die deutsche Flug Werk GmbH.

## Technische Daten
| V-1710-85:                | |
| Kenngröße                 | Daten |
| Typ                       | flüssigkeitsgekühlter 12-Zylinder-V-Motor mit mechanischem Lader, einige Versionen mit Turbolader.                            |
| Bohrung                   | 5,5 inch (Zoll), entspricht 139,7 mm                                                                                          |
| Hub                       | 6 inch (152,4 mm) |
| Hubraum                   | 1710 cubic inch (Kubikzoll), entspricht 28 Liter                                                                              |
| Trockengewicht            | 655 kg |
| Ventiltrieb               | vier Ventile pro Zylinder, Auslassventile natriumgekühlt, je eine zahnradgetriebene obenliegende Nockenwelle pro Zylinderbank |
| Lader                     | einstufiger Zentrifugallader mit 260 mm Durchmesser und 15 Schaufeln                                                          |
| Vergaser                  | Bendix Stromberg mit automatischer Mischungsverhältniskontrolle                                                               |
| Schmierung                | Trockensumpfschmierung mit einer Druck- und zwei Rückförderpumpen                                                             |
| Kühlsystem                | flüssigkeitsgekühlt mit 70 % Wasser und 30 % Ethylenglycol, Überdruck                                                         |
| Leistung                  | 988 kW (1343 PS) bei 3300 min−1                                                                                               |
| Literleistung             | 35,3 kW/l |
| Verdichtung               | 6,65:1 |
| Masse-Leistung-Verhältnis | 1,51 kW/kg |

## Varianten
- V-1710-A 2 Exemplare
  - V-1710-A1 Prototyp für die Navy, 795 kW (1080 PS) bei einer Drehzahl von 2480 min−1 auf Meereshöhe, Verdichtungsverhältnis 5,88:1, für 87-Oktan-Kraftstoff
  - V-1710-A2 Prototyp für das Fliegerkorps, 787 kW (1070 PS) bei einer Drehzahl von 2800 min−1 auf Meereshöhe, Verdichtungsverhältnis 5,75:1, für 92-Oktan-Kraftstoff
- V-1710-B 3 Exemplare
- V-1710-B2R – V-1710-B4R für Luftschiffe, 690 kW (940 PS) bei einer Drehzahl von 2400 min−1 auf Meereshöhe, nach Verlust der USS Akron und USS Macon eingestellt, Propellerdrehrichtung umkehrbar (R)
- V-1710-C 2582 Exemplare
  - V-1710-11 Curtiss XP-37
  - V-1710-19 Curtiss XP-40
  - V-1710-21 Curtiss YP-37
  - V-1710-C15 – V-1710-C35 Curtiss P-40, 765 kW (1040 PS) bei einer Drehzahl von 3000 min−1 auf Meereshöhe, 1870 Stück für Großbritannien, Bendix-Vergaser
- V-1710-D 44 Exemplare
  - V-1710-D2 – V-1710-D4 Bell YFM-1 Airacuda
- V-1710-E 18.998 Exemplare
  - V-1710-E2 oder V-1710-17 Bell XP-39
  - V-1710-E? oder V-1710-31 Bell YP-39
  - V-1710-E4 oder V-1710-35 Bell P-39C/D/F/G, 846 kW (1150 PS) bei einer Drehzahl von 3000 min−1 auf Meereshöhe
  - V-1710-E? oder V-1710-39 XP-39B
  - V-1710-E? oder V-1710-49 XP-39E
  - V-1710-E? oder V-1710-59 Bell P-39J
  - V-1710-E? oder V-1710-63 Bell P-39L–Bell P-39F2
  - V-1710-E? oder V-1710-83 Bell P-39M
  - V-1710-E? oder V-1710-85 Bell P-39N
  - V-1710-E11 oder V-1710-93 P-63A
  - V-1710-E22
  - V-1710-E27 oder V-1710-93 Bell XP-63H
- V-1710-F 47.660 Exemplare
  - V-1710-F2R/L Lockheed P-38, 864 kW (1150 PS) bei einer Drehzahl von 3000 min−1 auf Meereshöhe
  - V-1710-F3R/L oder V-1710-39, für die NA-73X, NA-73, NA-83 und die NA-91
  - V-1710-F5R/L oder V-1710-49/53 P-38F
  - V-1710-F10R/L oder V-1710-51/55 P-38G
  - V-1710-73 P-40K
  - V-1710-F15R/L oder V-1710-75/77 P-38K, 1048 kW (1425 PS) bei einer Drehzahl von 3000 min−1 auf Meereshöhe
  - V-1710-F17R/L oder V-1710-89/91 P-38H/J, 1692 kW (2300 PS) bei einer Drehzahl von 3000 min−1 auf Meereshöhe
  - V-1710-F20R oder V-1710-81 NA-99 und P-40E
  - V-1710-F21R oder V-1710-87 North American NA-97 Mustang/Invader
  - V-1710-F26R oder V-1710-99 P-40N
  - V-1710-F30R/L oder V-1710-111/113 P-38L
  - V-1710-F31R oder V-1710-115 P-40N
  - V-1710-F32R/L oder V-1710-119/?
- V-1710-G 763 Exemplare
  - V-1710-G6R/L oder V-1710-143/145 North American P-82E/F, 1618 kW (2200 PS) bei einer Drehzahl von 3200 min−1 auf Meereshöhe